# Esuma jezik
Esuma jezik (ISO 639-3: esm), izumrli jezik koji se klasificirao u nyo jezike, šira skupina kwa. 
Njime su govorili pripadnici etničke grupe Esuma u kantonu Essouma u Obali Bjelokosti. Izumro je prije nekih 200 godina. Pripadnici etničke grupe danas žive u dva sela, Assinie i Mafia. Danas se služe jezicima anyin [any] i nzema [nzi], a njihova populacija iznosi 164 (1988 popis).

## Vanjske poveznice
- Ethnologue (14th)
- The Esuma Language  Arhivirana inačica izvorne stranice od 25. prosinca 2009. (Wayback Machine)